# Miconia brasiliensis
Miconia brasiliensis är en tvåhjärtbladig växtart som först beskrevs av Spreng., och fick sitt nu gällande namn av José Jéronimo Triana. Miconia brasiliensis ingår i släktet Miconia och familjen Melastomataceae. Inga underarter finns listade i Catalogue of Life.